# Draskóczy Ede (lelkész)
Dolinai és draskóczi Draskóczy Ede Lajos Soma (Hódmezővásárhely, 1860. március 14. – Makó, 1935. július 8.) magyar evangélikus lelkész, esperes, főesperes.

## Életpályája
Általános és középiskolai tanulmányait is Hódmezővásárhelyen végezte el. Ezután Pozsonyban (1878–1881), Halle-ban és Berlinben tanult teológiát. 1882. július 9-én pappá szentelték. Hódmezővásárhelyen és Budapesten dolgozott lelkészként 1882–1885 között. 1885-ben Makóra került. 1885–1935 között a makói evangélikus egyház lelkésze volt. 1887–1889 között a Makói Hírlap szerkesztője volt.

## Családja
Szülei: Draskóczy Lajos evangélikus lelkész (1834–1908) és Nagy Klementin voltak. Felesége Ott Emma volt. Három gyermekük született: Pál Béla (1888), Ede Jenő (1891) és Emilia Klementina Lujza (1893).